# Салусция Орбиана
Салусция Орбиана (на латински: Gnaea Seia Herennia Sallustia Barbia Orbiana) е съпруга на римския император Александър Север (222 – 235).

## Биография
За произхода на Орбиана е известно само, че е от благородна, но невлиятелна фамилия. Нейният баща се казва Сей Салусций Макрин († 227) или вероятно Гней Салусций Макрин (или Макриан).
Орбиана се омъжва през 225 г. за 17-годишния император Александър по избор на майка му Юлия Мамея. Бракът е бездетен. През 227 г., по настояване на майка му, те се развеждат.
Салусций се опитва с помощта на преторианската гвардия да отстрани Мамея и като свекър да поеме контрола над несамостоятелния император. Този опит е неуспешен, Салусций е арестуван и убит. Орбиана, която носи титлата Августа, е заточена в Древна Либия. Мамея не прави повече опити да жени сина си.